# Sachsenkam
Sachsenkam ist eine Gemeinde im oberbayerischen Landkreis Bad Tölz-Wolfratshausen. Die Gemeinde ist  Mitglied der Verwaltungsgemeinschaft Reichersbeuern.

## Geographie
Die Gemeindefläche teilt sich folgendermaßen auf:
- Gebäude und Freiflächen: 23,26 ha
- im Grundbesitz der Gemeinde Sachsenkam befindliche Flächen: 63,40 ha
- Betriebsflächen: 0,65 ha
- Erholungsflächen: 2,95 ha
- Verkehrsflächen: 43,29 ha
- Landwirtschaftsflächen (mit Moor): 954,75 ha
- Wald: 506,64 ha
- Wasser: 59,91 ha
- Sonstige Flächen 0,61 ha

Es gibt zwei Gemeindeteile:
- Reutberg (Kloster)
- Sachsenkam (Pfarrdorf)

## Geschichte
Gegründet wurde Sachsenkam vermutlich im Rahmen von Ansiedlungsmaßnahmen Karls des Großen im 8. oder 9. Jahrhundert. Der Name lässt auf Siedler aus Sachsen oder einen Ortsgründer namens Sahso o. ä. schließen. Eine Urkunde von 1035 belegt eine frühe Zugehörigkeit zum Kloster Tegernsee, später gehört der Ort zum Besitz des Grafen Adalbero von Ebersberg. Das Wappen derer von Ingram, denen das Dorf darauf zufiel, ist seit 1959 Gemeindewappen. Gegen Ende des 15. Jahrhunderts erwarb der Tölzer Pfleger Kaspar Winzerer die Hofmark Sachsenkam; danach wechselt der Ort mehrmals den Besitzer. Bei Aufhebung der Hofmark 1848 war das Dorf Eigentum derer von Sigriz.
Anna von Pinzenau erhielt den Ort 1589 zur Mitgift und legte 1606 den Grundstein zu einer Loretokapelle, die erweitert wurde, als sie den wachsenden Strom der Wallfahrer nicht mehr aufnehmen konnte. 1735 wurden die Arbeiten an Kirche und Kloster in jetziger Form abgeschlossen. Das Kloster, seit 1651 an die bayerische Franziskanerprovinz angegliedert, führt seit 1668 eine berühmte Apotheke. Aus derselben Zeit stammt die Brauerei, die heute als Brauereigenossenschaft weitergeführt wird. Von 1837 bis 1958 unterhielt das Kloster eine Mädchenschule, bis heute führt es eine Fremdenpension. Die Nonnen selbst verrichten auch einen großen Teil der Arbeiten, die in der zum Kloster gehörigen Landwirtschaft anfallen.
Vor der Gemeindegebietsreform gehörte die Gemeinde zum Alt-Landkreis Bad Tölz.

### Einwohnerentwicklung
Zwischen 1988 und 2018 wuchs die Gemeinde von 807 auf 1315 um 508 Einwohner bzw. um 63 % – der höchste prozentuale Anstieg im Landkreis im genannten Zeitraum.

## Politik

### Gemeinderat
Nach der Gemeinderatswahl am 15. März 2020 hat der Gemeinderat 12 Mitglieder. Die Wahl brachte folgendes Ergebnis:
| Gemeinderatswahl Sachsenkam 2020Wahlbeteiligung: 71,1 % 9080706050403020100 85,5 %14,5 % CSU/UWSaGrüneGewinne/Verlusteim Vergleich zu 2014 %p 16 14 12 10 8 6 4 2 0 −2 −4 −6 −8−10−12−14−16−14,5 %p+14,5 %pCSU/UWSGrüneAnmerkungen:a CSU/Unabhängige Wählerschaft | Sitzverteilung im Gemeinderat Sachsenkam seit 2020Insgesamt 12 Sitze - Grüne: 2 - CSU/UWS: 10 |

Weiteres Mitglied und Vorsitzender des Gemeinderates ist der Erste Bürgermeister.

### Bürgermeister
Der erste Bürgermeister ist Andreas Rammler (UWS).

### Wappen
|  | Blasonierung: „In Rot eine silberne Hirschstange.“ |
|  |                                                    |

## Kultur und Landschaft

### Sehenswürdigkeiten
- Das Naturschutzgebiet Ellbach- und Kirchseemoor mit dem Kirchsee (bereits 1940 unter Schutz gestellt).
- Das weithin sichtbar auf einer Hügelkuppe gelegene Kloster Reutberg mit Kirche, Brauerei und dem dazugehörenden Bräustüberl mit Biergarten.

Wegen des schönen Ortsbildes und der Landschaft wird in Sachsenkam seit dem Ende der 1960er Jahre immer wieder für Film- und Fernsehproduktionen gedreht, beispielsweise für Der Bulle von Tölz, Forsthaus Falkenau und Die Rosenheim-Cops. Tatort-Kommissar Horst Schimanski ist schon mal in den Kirchsee „gefallen“.

### Bodendenkmäler
- Burgstall Sachsenkam

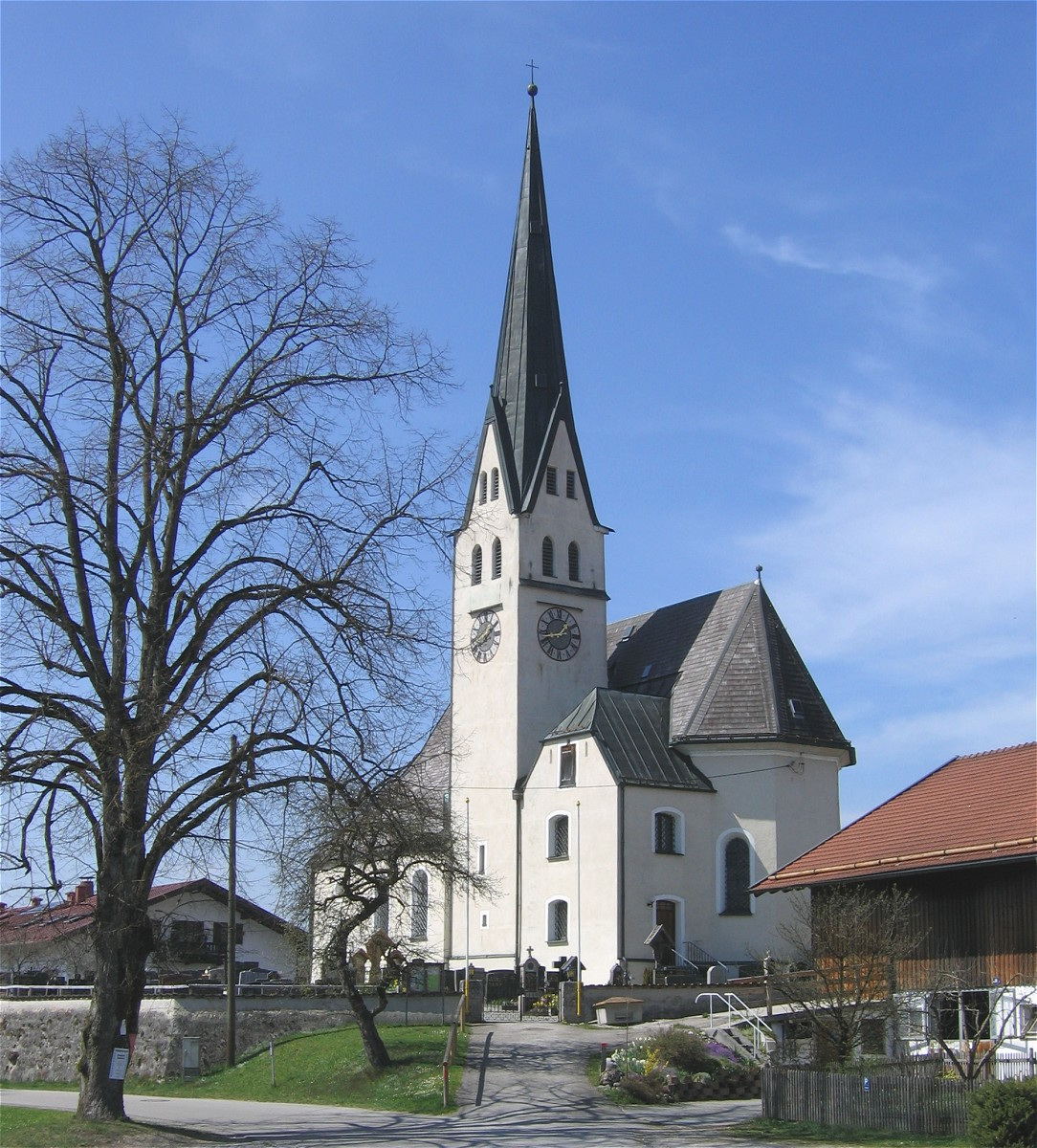
Pfarrkirche St. Andreas
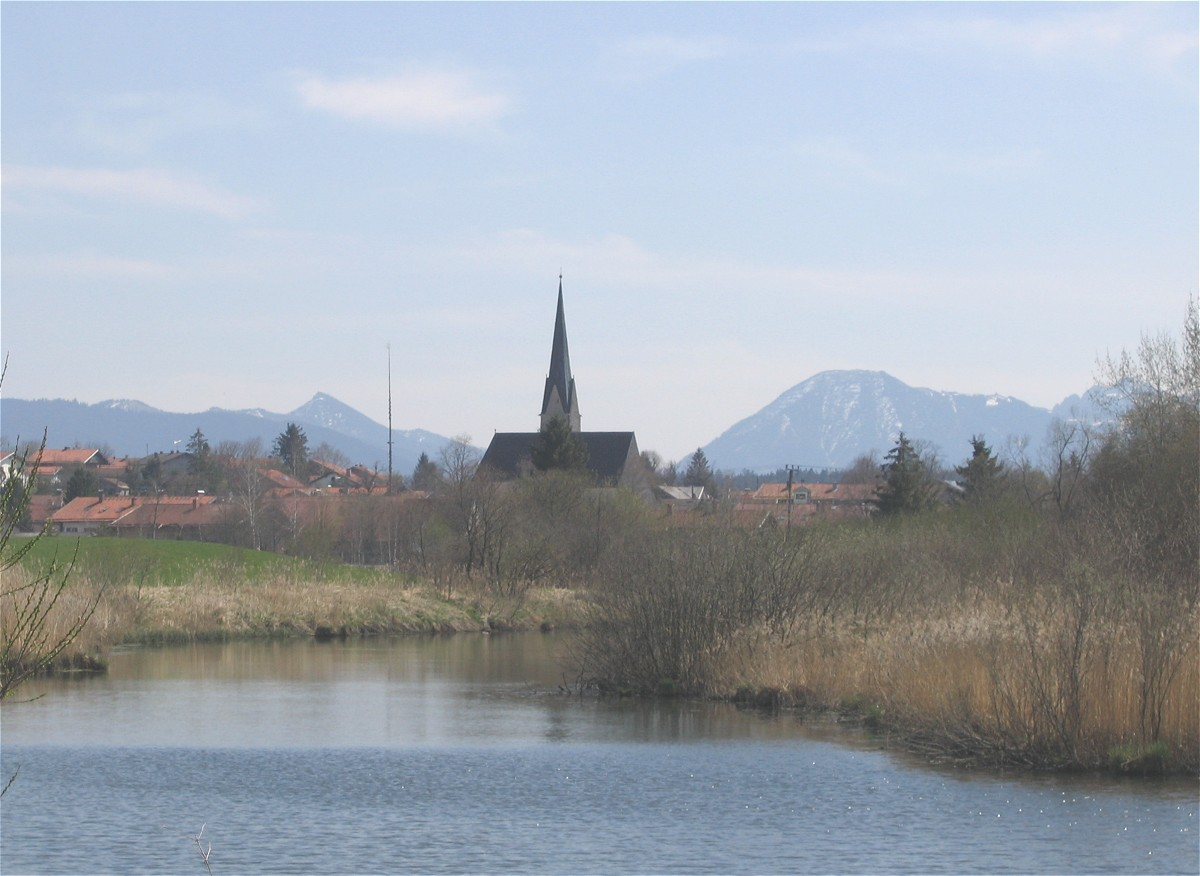
Sachsenkam mit Mühlweiher
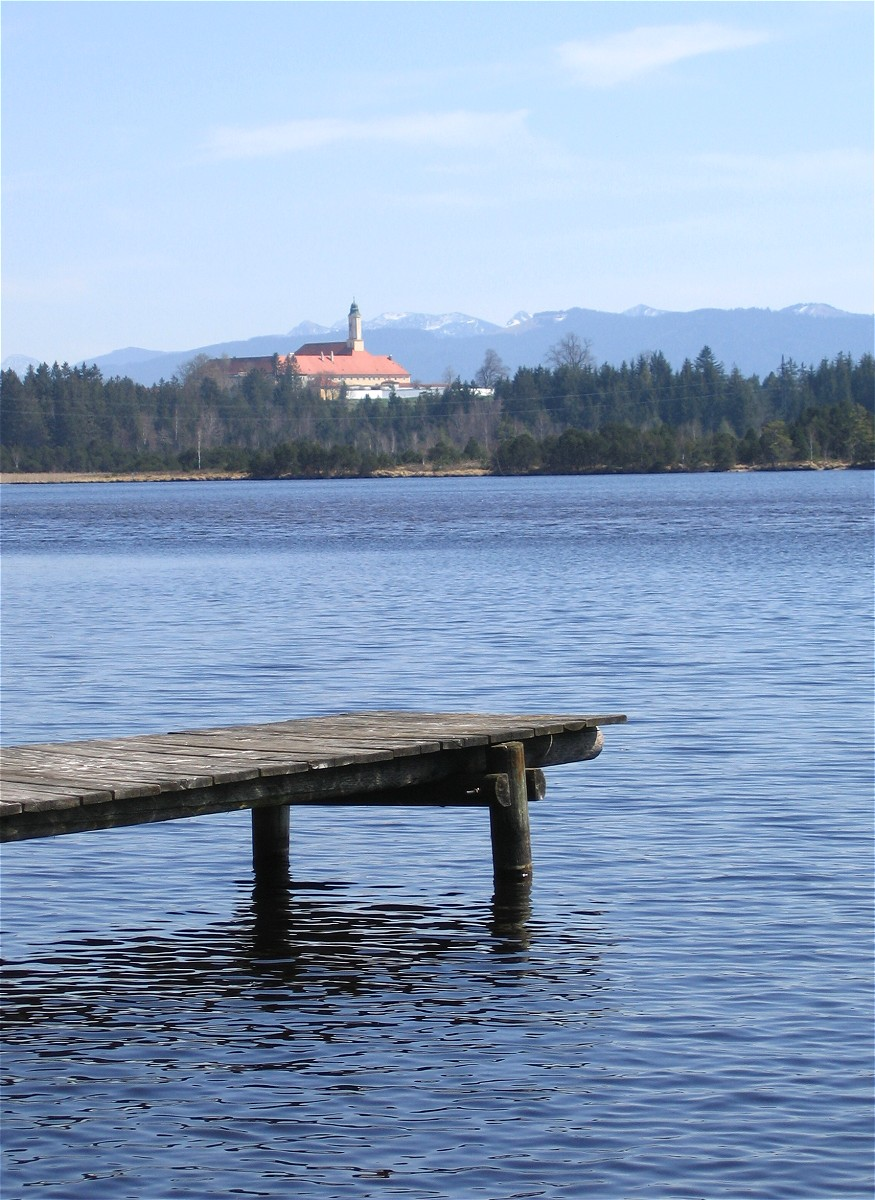
Kirchsee mit Kloster Reutberg

## Persönlichkeiten

### Söhne und Töchter der Gemeinde
- Philipp Köglsperger (1673–1730), Baumeister
- Ancilla Schneider (1905–1976), Äbtissin der Benediktinerinnenabtei Nonnberg 1965–1976